# Kolu (Ridala)
Kolu – wieś w Estonii, w prowincji Lääne, w gminie Ridala.